# 古潭 (ラーメン店)

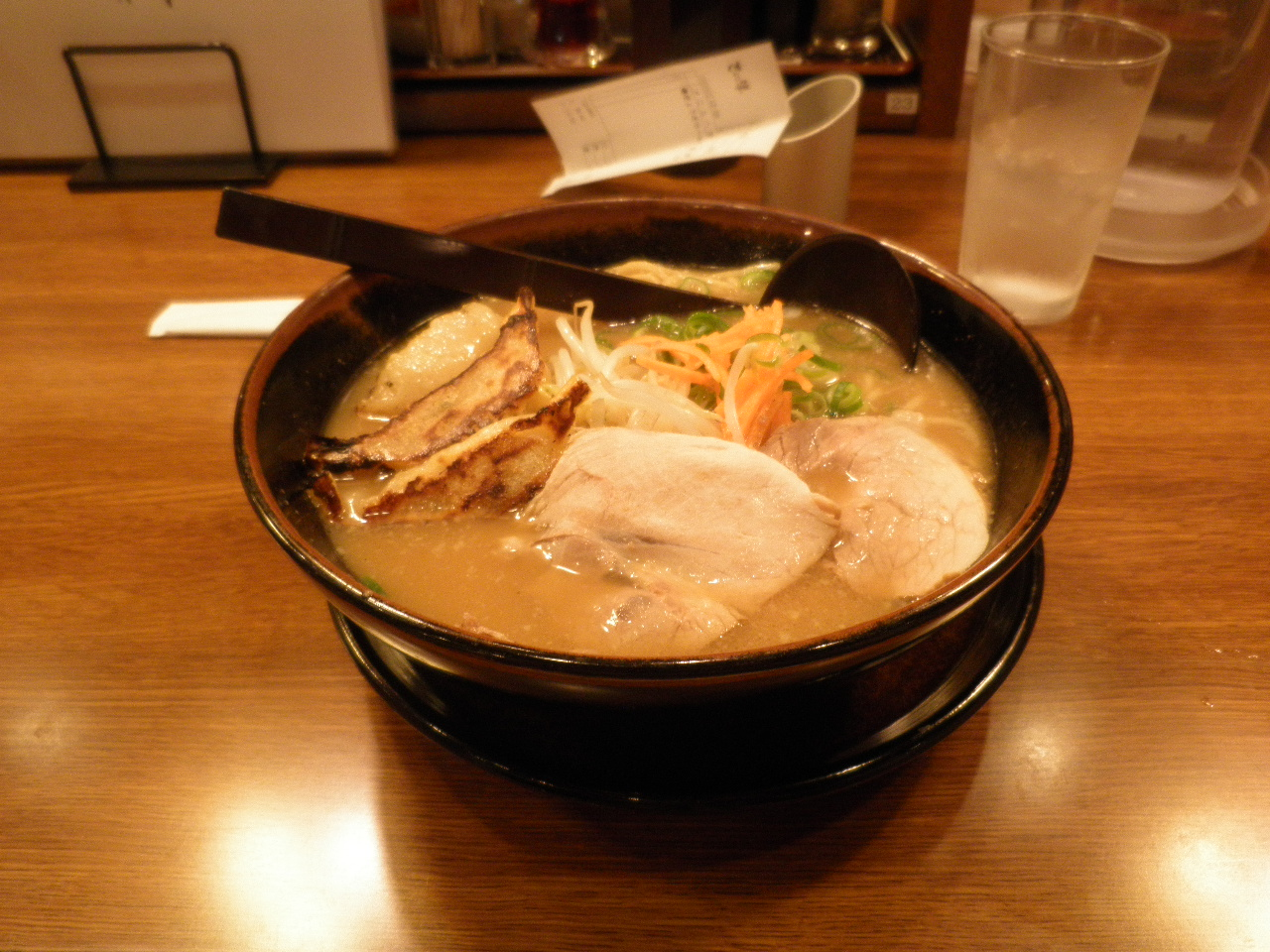
ギョウザラーメン

古潭（こたん）は大阪市北区に本社を置く株式会社吉光が大阪府を中心に展開しているラーメンチェーン店である。

## 概要
1968年11月に株式会社吉光（きっこう）設立。同年、アベノ地下センターに1号店「札幌らーめん古潭・あべちか店」を開店した。
店名「古潭」は、アイヌ語のコタン（集落の意）に由来する。
厳選された素材の養分を引き出すまで強火でじっくり煮込ませた、コラーゲンを豊富に含んだスープにこだわっている。

## 沿革
- 1968年 - 11月 アベノ地下センター（現・あべちか）に「札幌らーめん古潭」1号店をオープン。8坪のこぢんまりとした店だったが、1998年に増築した。
- 1970年 - 3月 ウメダ地下センター（現・ホワイティうめだ）に2号店オープン。メニューに、味噌ラーメンや餃子が入った「ギョウザラーメン」などを追加した。
- 1971年 - 12月 虹のまち（現・なんばウォーク）に3号店オープン。
- 1973年 - 11月 大阪市北区中津に吉光グループ本社ビル完成。
- 1975年 - 12月 らーめんと華風料理の店、古潭かっぱ横丁店開店。
- 1980年 - 10月 らーめんと甘党の店、古潭ナビオ阪急店開店。
- 1981年 - 12月 大阪府外初の店舗となる神戸ポートピア店オープン（1995年8月、阪神大震災の影響により撤退）。
- 1983年 - 4月 メニューに飲茶を導入した「中国茶居古潭」を開店（アクティ大阪）。その後、堺タカシマヤ、近鉄百貨店阿倍野本店にも展開する。
- 2001年 - 3月 ユニバーサル・シティウォーク大阪に「風神・雷神」を開店。
- 2003年 - 11月 沖縄物産の店「わした なんばウォーク店」開店。
- 2007年 - 4月 沖縄セレクトショップの店「ちゅらり なんばパークス店」開店。
- 2008年 - 5月 JR垂水店（神戸市垂水区）をオープンし、13年ぶりに神戸に出店した。
- 2011年 - 4月 あべのキューズモールに、初のフードコート形態「1968 古潭」をオープンした。

## 店舗一覧
現行店舗については、店舗一覧を参照のこと。
古潭
- アベ地下店（大阪市天王寺区）
- あべのハルカス店（大阪市阿倍野区）
- なんばウォーク中央店（大阪市中央区）
- なんばウォーク東店（大阪市中央区）
- なんばCITY店（大阪市中央区）
- ホワイティ梅田店（大阪市北区）
- 阪急グランドビル サン広場店（大阪市北区）
- かっぱ横丁店（大阪市北区）
- 京橋コムズ店（大阪市都島区）
- 堺東店（堺市堺区）
- 阪急茨木店（茨木市）
- JR垂水店（神戸市垂水区）

1968古潭
- あべのキューズモール店（大阪市阿倍野区）
- イオンモール大阪ドームシティ店（大阪市西区）
- ビバモール寝屋川店（寝屋川市）

姉妹店
- 風神雷神RA-MEN（大阪市此花区）
- 横浜牛鍋 善（大阪市中央区）